# Ali Mosaffa
Ali Mosaffa (en persa: علی مصفا‎, nacido el 1 de diciembre de 1966) es un actor y director iraní. 

## Biografía
Mosaffa nació en Teherán, Irán. Su padre, Mozaher Mosaffa es un poeta y profesor de literatura persa en la Universidad de Teherán. Su madre de Mosaffa, Amir Banoo Karimi, también es una destacada académica y profesora de literatura persa en la Universidad de Teherán y la hija mayor del poeta persa, Amiri Firuzkuhi. 
Cuando era niño, descubrió su interés en la escritura de cuentos e inglés, contribuyendo a su fluidez en el idioma. Se graduó en ingeniería civil de la Universidad de Teherán, donde mostró interés en la actuación; haciendo su debut en la película de 1991, Omid. Al año siguiente ganó el premio al mejor actor masculino en el Festival Internacional de Cine de Fajr por su papel en la película de Dariush Mehrjui, Pari. Conoció a su futura esposa, la actriz iraní Leila Hatami en el set de la película de Mehrjui de 1996, Leila. Se casaron en 1999 y tienen dos hijos, Mani (nacido en febrero de 2007) y Assal (nacida en octubre de 2008). 
La experiencia de Mosaffa con la dirección comenzó con los cortometrajes Incubus, The Neighbor y el largometraje documental Farib-e-She'r o The Deceit of Poesy. Luego dirigió su primera película en 2005 con Sima-ye Zani Dar Doordast (Portrait of a Lady Far Away), protagonizada por Leila Hatami y Homayoun Ershadi. La película fue preseleccionada para el Sutherland Trophy, otorgado al director del primer largometraje más original proyectado en The Times BFI London Film Festival. Posteriormente, su primer largometraje ganó el Premio People's Choice en el Festival Internacional de Cine de Chicago y fue nominado para el Globo de Cristal en el Festival Internacional de Cine Karlovy Vary 2005.Su segunda película, The Last Step / Pele ye Akhar, protagonizada por Leila Hatami, ha sido aclamada por la crítica y el público de todo el mundo tras su estreno internacional en el Festival Internacional de Cine de Karlovy Vary 2012, que le valió a Mosaffa el premio FIPRESCI de crítica internacional a la mejor película, y le otorgó a Leila Hatami el Globo de Cristal a la Mejor Actriz por su papel principal en la película.
En octubre de 2012, se unió al director ganador del Oscar por Yodaí-e Nader az Simín, Asghar Farhadi en París; Protagonizó junto a Bérénice Bejo y Tahar Rahim la primera película en idioma extranjero de Farhadi, Le Passé o El pasado, que se estrenó en el Festival de Cine de Cannes en mayo de 2013.

## Filmografía
- What's the Time in Your World? de Safi Yazdanian (2014)
- Le Passé de Asghar Farhadi (2013)
- The Last Step de Ali Mosaffa (2012)
- Beloved Sky de Dariush Mehrjui (2011)
- There Are Things You Don't Know de Fardin Saheb-Zamani (2010)
- Who Killed Amir? de Mehdi Karampoor (2006)
- Another Place de Mehdi Karampoor (2003)
- Mix de Dariush Mehrjui (2001)
- Dear Cousin is Lost Dariush Mehrjui (2000)
- Party de Saman Moghadam (2000)
- Lost Girls (1999)
- Leila de Dariush Mehrjui (1998)
- Minou Tower de Ebrahim Hatamikia (1996)
- Pari de Dariush Mehrjui (1994)
- All My Daughters de Esmail Soltanian (1992)
- Omid de Habib Kavosh (1991)

## Como director
- The Last Step (2012) largometraje
- Portrait of a Lady Far Away (2005) largometraje
- Farib-e-She'r or The Deceit of Poesy (1996) documental, cortometraje
- The Neighbor (1999) cortometraje
- Incubus (1991) cortometraje

## Series de televisión
- The English Bag
- Paridokht

## Premios
- Mejor guion adaptado para The Last Step del 16 ° Festival de cine Iranian House of Cinema, 2014
- Premio Internacional de Críticos FIPRESCI por El Último Paso en el Festival Internacional de Cine de Karlovy Vary, 2012
- Mejor guion adaptado para The Last Step del Fajr International Film Festival, 2012
- Premio al Mejor Actor de Reparto para Pari, del Festival Internacional de Cine de Fajr, 1995